# Paranotothenia magellanica
Paranotothenia magellanica és una espècie de peix pertanyent a la família dels nototènids.

## Descripció
- Pot arribar a fer 38 cm de llargària màxima.
- És de color oliva grisenc al dors i groguenc al ventre.
- 3-6 espines i 28-31 radis tous a l'aleta dorsal i 22-25 radis tous a l'anal.
- Superfície dorsal del cap sense crestes prominents.
- Musell camús
- Mandíbula curta.
- La llargada de les aletes pelvianes és més curta que la de les aletes pectorals.
- La línia lateral superior conté entre 36 i 48 escates.[3][4][5][6]

## Depredadors
És depredat per l'albatros cellanegre (Diomedea melanophris) i, a l'illa del Príncep Eduard, per l'ós marí subantàrtic (Arctocephalus tropicalis) i l'ós marí antàrtic (Arctocephalus gazella).

## Hàbitat
És un peix d'aigua marina, pelàgic-oceànic i de clima temperat (43°S-78°S) que viu entre 0-255 m de fondària (normalment, entre 0-20).

## Distribució geogràfica
Es troba a l'oceà Antàrtic: la Patagònia argentina, l'extrem meridional de Sud-amèrica, el sud de Nova Zelanda i illes adjacents, i les illes Malvines, Geòrgia del Sud, Òrcades del Sud, Shetland del Sud, del Príncep Eduard, Crozet, Kerguelen, Heard i Macquarie. És molt rar al mar de Ross.

## Observacions
És inofensiu per als humans i emprat com a aliment.